# Schuinbalk

Van azuur met een schuinbalk van goud, misschien wel de meest beroemde schuinbalk in de heraldische geschiedenis, omdat het onderwerp was van een van de vroegste geschillen in heraldische recht in Engeland, Scrope vs. Grosvenor (1389).

Een schuinbalk (Duits: Schrägbalken, Schrägrechtsbalken; Engels: bend; Frans: bande) is in de heraldiek een band of riem die van de heraldisch rechtse (rechts voor de drager en links voor de toeschouwer) bovenhoek van het schild naar de heraldisch linkse (links voor de drager en rechts voor de toeschouwer) benedenhoek loopt.

## Kenmerken
Oudere autoriteiten verschilden van mening over hoeveel van het veld het moet bestrijken, variërend van één-vijfde (indien weergegeven tussen andere gewone wapenfiguren) tot een derde (als enige wapenfiguur). Deze veronderstelde regel dat een schuinbalk een maximum van een derde van het veld moest bestrijken, die de mogelijkheid dat twee of drie schuinbalken tezamen worden weergegeven zou uitsluiten, wordt echter tegengesproken door verscheidene voorbeelden van het tegendeel en reeds sinds begin 20e eeuw beschouwd als niet langer aanvaard.

### Varianten
Een schuinbalk kan verhoogd of verlaagd zijn, hiermee bedoelt men dat ze respectievelijk hoger of lager in het schild staan dan normaal. Een schuinbalk wordt geknot genoemd wanneer deze, van de bovenhoek van het schild vertrekkend, de tegenovergestelde zijde niet raakt.
De zogenaamde smalle schuinbalk beslaat volgens sommige autoriteiten de helft, volgens andere twee-derde van de breedte van een gewone schuinbalk en wordt in het Frans cotices genoemd als het er meer dan vier zijn. In het Nederlands is het gebruikelijk om gewoon van meerdere schuinbalken te spreken.
De schuinstaak bestaat een derde van de breedte van een schuinbalk en houdt dus het midden tussen een smalle schuinbalk en een schuinstreep.

Wapen van James Stuart, 1e graaf van Moray.
Wapen van het Huis Bourbon-Busset (bastaardtak van het Huis Bourbon).

Wanneer een schuinstaak de randen van het schild niet raakt, wordt hij een verkort schuinstaak genoemd, en in die vorm doet hij soms dienst als onderscheidingsteken van jongere zoons in vorstenhuizen (o.a. het Huis Stuart). Wanneer de verkorte schuinstaak in de andere richting loopt, spreekt men van een verkorte linkerschuinstaak, die vaak echter bastaardbalk wordt genoemd, daar deze - in het bijzonder in het Huis Bourbon - werd gebruikt in wapens van bastaarden.

## Galerij

In zilver een schuinbalk van keel.
In zilver een smalle schuinbalk of schuinstaak van keel.
In zilver een verkorte schuinstaak van keel.
In zilver een schuinstreep van keel.

In zilver een schuinbalk van keel tussen twee schuinstrepen van keel.
In zilver drie schuinbalken van keel (gemeentewapen van Aubange).
Geschuind van zilver en keel (gemeentewapen van Utrecht)
In zilver een linkerschuinbalk van keel.